# Опатувский повет
Опатувский повет (пол. Powiat opatowski) — повет (район) в Польше, входит как административная единица в Свентокшиское воеводство. Центр повета — город Опатув. Занимает площадь 911,51 км². Население — 53 994 человека (на 30 июня 2015 года).

## Административное деление
- города: Иваниска, Опатув, Ожарув
- городско-сельские гмины: Гмина Опатув, Гмина Ожарув, Гмина Иваниска
- сельские гмины: Гмина Бадковице, Гмина Липник, Гмина Садове, Гмина Тарлув, Гмина Войцеховице

## Демография
Население повета дано на 30 июня 2015 года.
| Перепись            | Всего  | Мужчины | Женщины |
| ------------------- | ------ | ------- | ------- |
|                     | чел.   | чел.    | чел.    |
| Всего               | 53 394 | 26 789  | 27 205  |
| Городское население | 11 292 | 5368    | 5924    |
| Сельское население  | 42 702 | 21 421  | 21 281  |